# Mauricio Yedro
Mauricio José Yedro (Las Rosas, 10 febbraio 1987) è un calciatore argentino, centrocampista del Williams Kemmis.

## Palmarès

### Club

#### Competizioni nazionali
- Campionato cileno: 1

Huachipato: Clausura 2012